# Капітанівка (Бучанський район)
Капіта́нівка — село в Україні, у Бучанському районі Київської області. Населення становить 660 осіб. Входить до складу Дмитрівської сільської громади.

## Розташування
Капітанівка розташоване на сході Бучанського району, за 2 кілометри на захід від передмістя Києва. На півночі село Капітанівка зливається із сусіднім більшим селом Дмитрівка.
Сусідні населені пункти:

## Населення

### Мова
Розподіл населення за рідною мовою за даними перепису 2001 року:
| Мова       | Кількість | Відсоток |
| ---------- | --------- | -------- |
| українська | 594       | 90.00%   |
| російська  | 56        | 8.48%    |
| білоруська | 5         | 0.76%    |
| вірменська | 4         | 0.61%    |
| румунська  | 1         | 0.15%    |
| Усього     | 660       | 100%     |

## Релігія

Церква біля села

2010 року Святійший Патріарх Філарет освятив Успенський храм в Капітанівці.

## Економіка
У 2009 році в селі відкрився новий дистриб'юторський центр компанії Winner — дилер автомобільних компанії Jaguar, Ford, Volvo, Land Rover і Porsche.

## Транспорт
Село знаходиться на межі із Києвом — трасою Житомир Київ до Києва 2 км. Тому маршрутки їздять досить часто до села. До найближчої станції метро — Житомирська — близько 12 км.